# Francisco Salvador Elà
Francisco Salvador Elá, ou Chupe (Mongomo, 9 de maio de 1980) é um ex-futebolista guinéu-equatoriano. Em 2012, jogou no Kazincbarcikai, da Hungria.